# 4821 Bianucci
4821 Bianucci este un asteroid din centura principală, descoperit pe 5 martie 1986 de Giovanni de Sanctis.